# Viam
Viam är en kommun i departementet Corrèze i regionen Nouvelle-Aquitaine i de centrala delarna av Frankrike. Kommunen ligger  i kantonen Bugeat som tillhör arrondissementet Ussel. År 2022 hade Viam 85 invånare.

## Befolkningsutveckling
Antalet invånare i kommunen Viam
Referens:INSEE